# Прокопій Сазавський
Проко́пій Саза́вський (лат. Procopius Sazavensis, чеськ. Prokop Sázavský; 970? — 25 березня 1053) — чеський християнський священник, бенедектинський монах-відлюдник, католицький святий. Засновник Сазавського монастиря. Достеменна біографія невідома. Згідно з агіографічною традицією народився у селі Хотоунь, Богемія. Навчався у Празі, де прийняв таїнство священства. Був одружений, мав сина Еммерама, але згодом вступив до Бенедиктинського ордену, ймовірно в Бревновському монастирі. Згодом жив у лісах як відлюдник. Оселевися у печері на річці Сазава, де зібрав навколо себе групу однодумців-відлюдників. 1032 року це згромадження отримало від богемського князя Бретислава I статус бенедиктинського монастиря, згодом відомого як Сазавський. До кінця життя був перщим настоятелем цієї обителі. Помер у Сазаві, Богемія. Канонізваний 2 червня 1204 року папою Іннокентієм III. Мощі святого тривалий час зберігалися в Сазавському монастирі, але 1421 року були знищені гуситами. Вшановується 14 липня у римо-католицькій церкві. В іконографії зображується у вигляді ченця-бенедиктинця, що попирає чорта, стоїть біля оленя або тримає череп. Вважається святим патроном Чехії, особливо Богемії.